# Propuesta Batllista
Propuesta Batllista (abrégé ProBa, ou Proposition Battliste) est une tendance organisée du Parti colorado, qui présenta sa propre liste aux élections générales de 2009. Elle fut officiellement formée le 18 juin 2009, réunissant les tendances de la liste 15 et du Foro Batllista, nommés après José Batlle y Ordóñez (1856-1929), fondateur de l'Uruguay moderne.
Cette réunion s'est faite afin de s'opposer à l'ascension de Vamos Uruguay, menée par Pedro Bordaberry, fils de l'ex-dictateur Bordaberry. ProBa a obtenu la bénédiction de l'ex-président Julio María Sanguinetti, et présenta aux élections générales de 2009 une liste pour le Sénat menée par José Amorín Batlle et Tabaré Viera, lesquels furent tous deux élus. Par ailleurs, la liste de ProBa a obtenu trois députés, Oscar Magurno à Montevideo, Gustavo Espinosa à Canelones et Marne Osorio Lima à Rivera. C'est peu, le Parti colorado dans son ensemble ayant obtenu, avec seulement 17 % des voix, 17 députés et 5 sénateurs au total (sur 99 députés et 30 députés).